# Luca Sironi
Gianluca Sironi (Merate, 28 giugno 1974) è un ex ciclista su strada italiano.
Da dilettante ai Campionati del mondo di ciclismo su strada 1996 fu medaglia d'oro nella prova a cronometro e bronzo nella prova in linea; passato professionista dal 1997 non seppe ripetere gli stessi risultati finendo per svolgere il ruolo del gregario. Il suo miglior risultato fu il secondo posto nei Campionati italiani a cronometro nel 1998.

## Palmarès
- 1996 (dilettanti)

Campionati del mondo Under-23, Prova a cronometro
International Raiffeisen Grand Prix Judendorf
Trofeo Alta valle del Tevere
3ª tappa Giro delle Regioni
6ª tappa Giro delle Regioni

## Piazzamenti

### Grandi Giri
- Giro d'Italia

1998: fuori tempo massimo
1999: 71º
2004: 77º
- Vuelta a España

2003: 140º

### Classiche monumento
- Milano-Sanremo

1997: 77º
2000: 123º
2003: 47º
2004: 96º
- Giro delle Fiandre

2003: 93º
2005: 94º

### Competizioni mondiali
- Mondiali su strada

Lugano 1996 - In linea Under-23: 3º
Lugano 1996 - Cronometro Under-23: vincitore